# Pianoconcert nr. 1 (Merikanto)
Aarre Merikanto voltooide zijn Pianoconcert nr. 1 in 1913. Het werk is tot op heden een goed bewaard geheim gebleven. In 2013 was er nog geen commerciële opname van het werk verschenen. In tegenstelling tot die onbekendheid, is het een van de weinige werken van Merikanto waarvan de premieregegevens bekend zijn. Op 5 november 1914 voerde Eino Lindholm het uit samen met het Filharmonisch Orkest van Helsinki onder leiding van de componist. Het werk omvat drie delen:
1. Allegro energico
2. Largo
3. Finale: Allegro molto

Merikanto schreef het voor:
- 1 piano
- 2 dwarsfluiten,  2 hobo's, 2 klarinetten, 2 fagotten
- 4 hoorns, 2 trompetten
- pauken
- violen, altviolen, celli en contrabassen